# RATP-Baureihe MS 61
Die Baureihe MS 61 (MS steht für „Matériel Suburbain“ (Vorort-Material), 61 für den Entwicklungsbeginn 1961) bezeichnet französische Elektrotriebwagen des Pariser Nahverkehrsunternehmens RATP, die für die Linie RER A des S-Bahn-ähnlichen Pariser Schnellbahnnetzes Réseau express régional (RER) entwickelt und ab 1963 bestellt wurden.

## Geschichte
Für die Wagenkästen und die Montage zeichneten die Firmen Brissonneau et Lotz, Ateliers de construction du Nord de la France (ANF, heute Teil von Bombardier) und Compagnie industrielle de matériel de transport (CIMT, heute Teil von Alstom) verantwortlich. Brissonneau et Lotz und die Werkzeugmaschinenfabrik Oerlikon (WO) bauten die Motoren, WO auch die Untersetzungsgetriebe und die Regler der Widerstandsbremsen. Frangeco lieferte die Drehgestelle, die elektrische Ausrüstung stammte von Matériel de traction électrique (MTE).
Die Auslieferung der ersten Züge an die RATP erfolgte im Februar 1967. Sie wurden zunächst auf der Ligne de Sceaux eingesetzt, wo am 29. Juni 1967 der erste Einsatz im Fahrgastbetrieb stattfand. Ab dem 14. Dezember 1969 wurden die MS 61 auf die Strecke Paris–Boissy-Saint-Léger („Ligne de Vincennes“) – die unterirdisch zum Bahnhof Nation verlängert worden war – umgesetzt, wo sie an die Stelle mit Dampflokomotiven bespannter Züge traten. Dieser Abschnitt der Ligne de Vincennes wurde 1977 Teil der RER-Linie A. Die MS 61 konnten auf der Linie A allerdings nicht auf deren von der SNCF betriebenen westlichen Abschnitten nach Poissy und Cergy-le-Haut eingesetzt werden, da diese mit 25 kV Wechselspannung elektrifiziert sind, die MS 61 aber nur auf eine Stromversorgung mit 1,5 kV Gleichspannung ausgelegt waren. Der Einsatz der MS 61 endete im April 2016.

## Fahrzeugkonzept
Die MS 61 ist eine Baureihe von Elektrotriebwagen, die auf eine Stromversorgung per Oberleitung mit 1500 Volt Gleichspannung ausgelegt sind. Mit diesem Stromsystem sind die Strecken der RATP in der Île-de-France elektrifiziert, nicht aber die Strecken der SNCF, die ebenfalls Teil des RER sind. Stromabnehmer befinden sich auf jedem angetriebenen Wagen, jeweils direkt über dem Führerstand.
Ein Zug dieses Typs besteht aus drei Wagen mit einer Gesamtlänge von 73,22 Metern: einem Triebwagen M.15xxx, einem Beiwagen AB.18xxx (ursprünglich 1. und 2. Klasse) und einem weiteren Triebwagen M.15xxx. Beide Triebwagen verfügen über Führerstände und führten von Anfang an nur die 2. Wagenklasse. Bis zu drei MS 61 können in Mehrfachtraktion verkehren; sie verfügen dazu über Scharfenberg-Kupplungen. Die Züge haben eine Leermasse von 148 Tonnen.
Die Züge verfügen über ein Steuerungssystem vom Typ Jeumont-Heidmann, bei dem ein Servomotor eine Nockenwelle antreibt. Dieses System für mit Gleichspannung angetriebene Fahrzeuge wurde von der französischen und belgischen Eisenbahnindustrie häufig verbaut, auch in mehreren Baureihen für die Pariser Métro.
Trotz ihres Alters besitzen die MS 61 von 0 bis 40 km/h eine Beschleunigung von 1 m/s², genau wie die neueren Baureihen MI 84 und MI 2N. Die zugelassene Höchstgeschwindigkeit beträgt 100 km/h; bei Testfahrten haben die Züge bis zu 122 km/h erreicht. Die Druckluftbremsen werden durch Widerstandsbremsen unterstützt und entwickeln eine maximale Bremskraft von 1,1 m/s². Der Bremsweg beträgt bei 100 km/h ca. 350 Meter.

### Innenraum

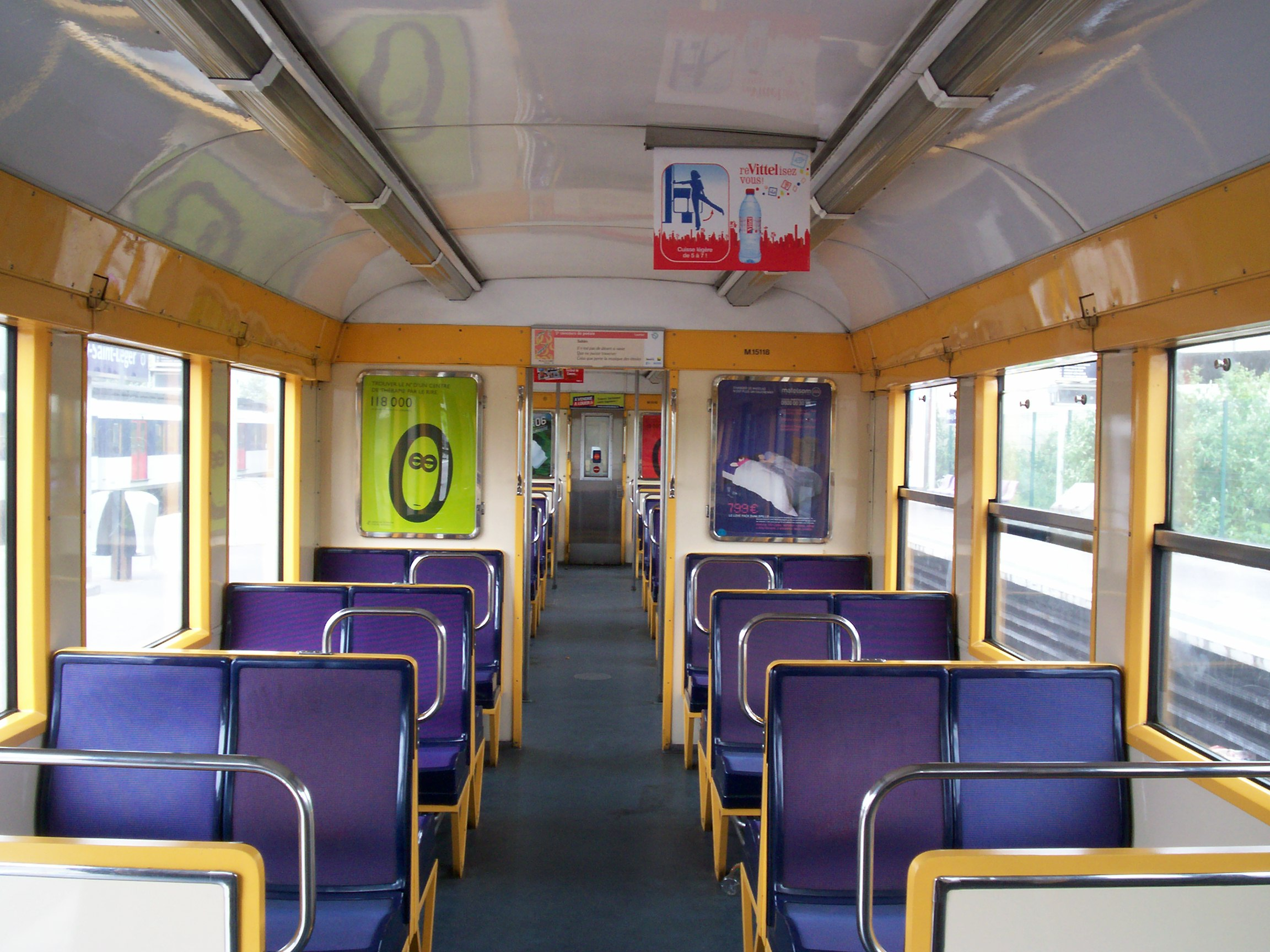
Innenraum eines (nicht modernisierten) MS 61

Der Fahrgastraum jedes Wagens wurde im Auslieferungszustand durch Trennwände in zwei Hälften geteilt. Diese wurde in den Beiwagen durch eine Tür zur Trennung von erster und zweiter Klasse ergänzt. Die erste Klasse wurde im September 1999 abgeschafft, und die Trennwände wurden bei der Modernisierung der Fahrzeuge entfernt. In den Triebwagen blieben diese jedoch teilweise erhalten, da Kabel in ihnen verlaufen.
Ein Zug bietet 200 normale Sitzplätze und zusätzlich 92 Klappsitze. Insgesamt (Sitz- und Stehplätze, letztere mit 4 Personen pro Quadratmeter belegt) können 629 Fahrgäste Platz finden, in einer Dreifachtraktion also 1887 Fahrgäste.

## Bauserien
Die MS 61 wurden in sechs Serien gebaut und ausgeliefert: A, B, C, D, E et Ex. Die verschiedenen Serien lassen sich an ihren Frontpartien unterscheiden:
Die Züge der Serien A/B haben eine dreigeteilte Windschutzscheibe, deren mittlerer Teil flach ist, einen Zugzielanzeiger über der Scheibeund eine teilweise geriffelte Front, und ihre Scheibenwischer sind oben befestigt. Die Triebwagen der Serie A unterscheiden sich von denen der Serie B durch ihre spezielle Ausrüstung für den Verkehr auf der Ligne de Sceaux (u. a. Stromabnehmer mit schmaleren Schleifbügeln).
Die Bauserien C, D, E und Ex verfügen hingegen über eine einteilige, gebogene Frontscheibe, einen Zugzielanzeiger hinter der Scheibe und Scheibenwischer, die am unteren Ende der Windschutzscheibe befestigt sind. Die Serien C/D einerseits und E/Ex andererseits unterscheiden sich durch die angebrachten RATP-Logos: Die C/D tragen das Logo von 1960, die E/Ex das von 1976.
Die Frontpartie wurde bei der Modernisierung der Züge einheitlich verändert. Sie ist nun wie die Windschutzscheibe flach, der Zugzielanzeiger befindet sich hinter der Scheibe, und die Scheibenwischer sind unten befestigt. Die Rücklichter sind als LED-Scheinwerfer ausgeführt.
Ein Triebwagen (M.15096) aus der Bauserie C hatte die Front der Serien A/B erhalten, als er nach einem Unfall im Bahnhof Auber 1980 repariert wurde. Diese Besonderheit verschwand nach der Modernisierung.
| Bauserie | Baujahre  | Nummerierung Triebwagen | Nummerierung Beiwagen |
| -------- | --------- | ----------------------- | --------------------- |
| A        | 1967–1971 | 15001 – 15031           | 18001 – 18015         |
| B        | 1967–1971 | 15032 – 15124           | 18016 – 18062         |
| C        | 1970      | 15125 – 15148           | 18063 – 18074         |
| D        | 1972      | 15149 – 15216           | 18075 – 18108         |
| E        | 1977      | 15217 – 15236           | 18109 – 18118         |
| Ex       | 1980      | 15237 – 15254           | 18119 – 18127         |

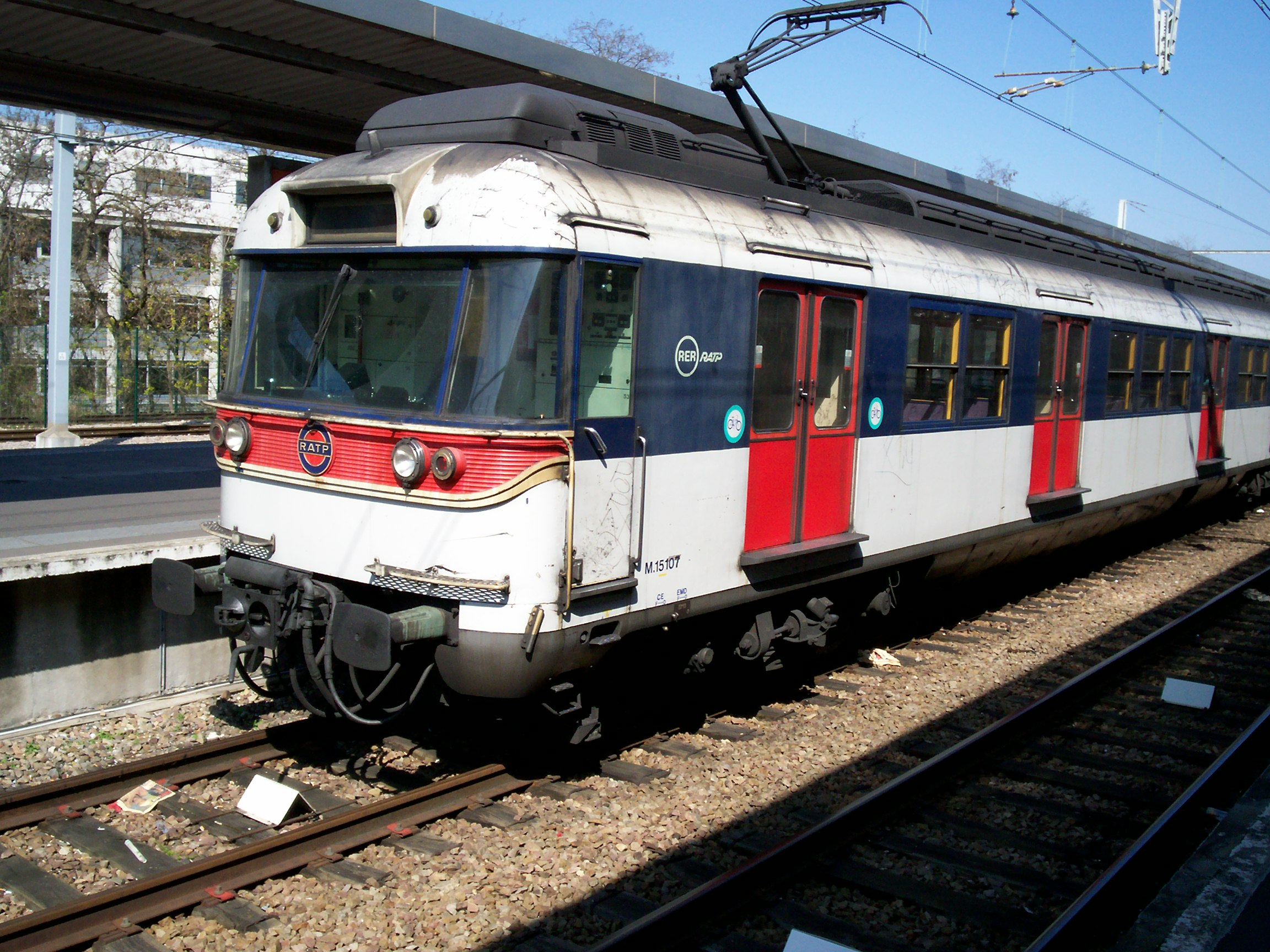
MS 61 der Serie A/B im Bahnhof Rueil-Malmaison
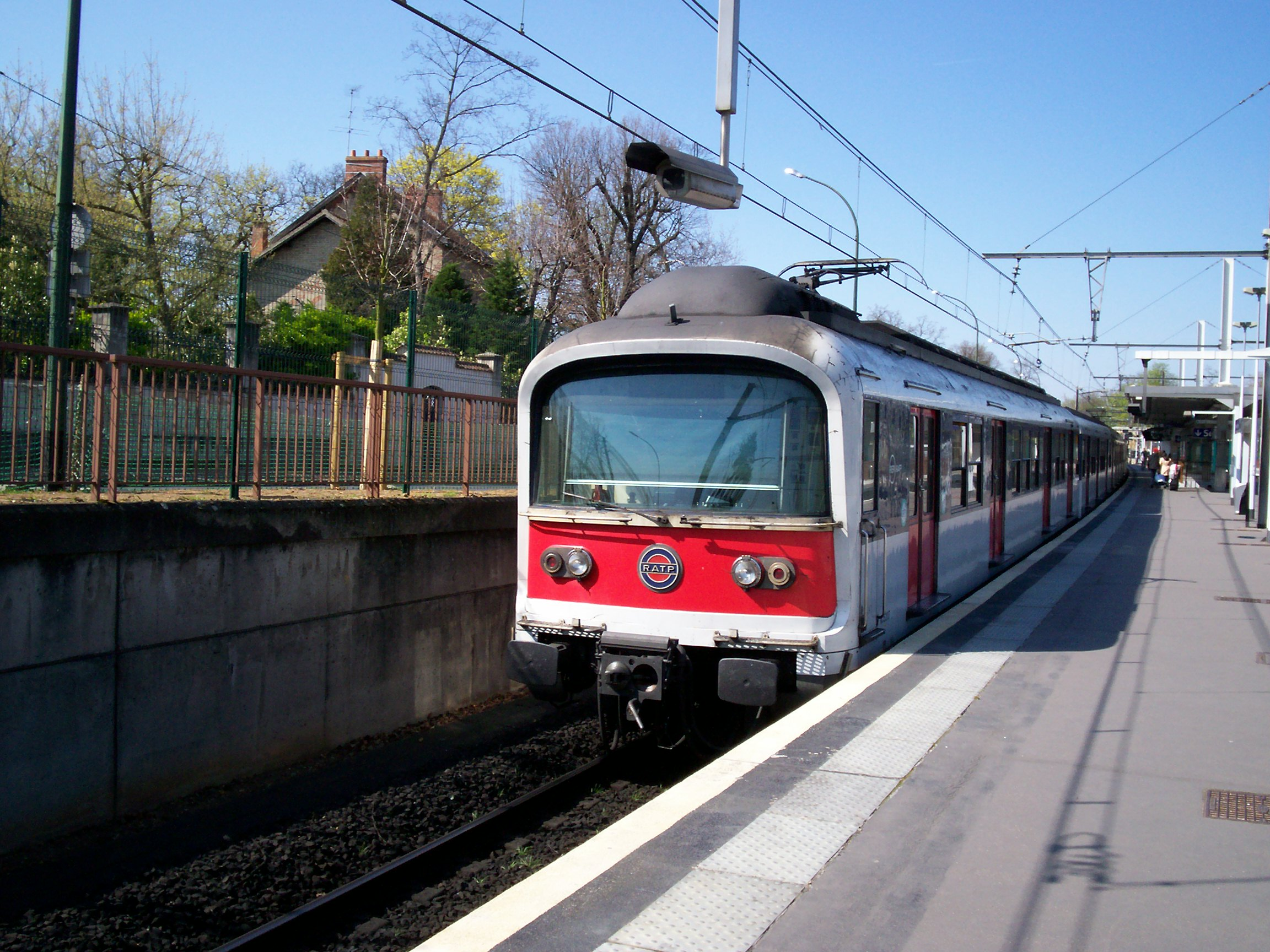
MS 61 der Serie C/D im Bahnhof Le Vésinet-Le Pecq
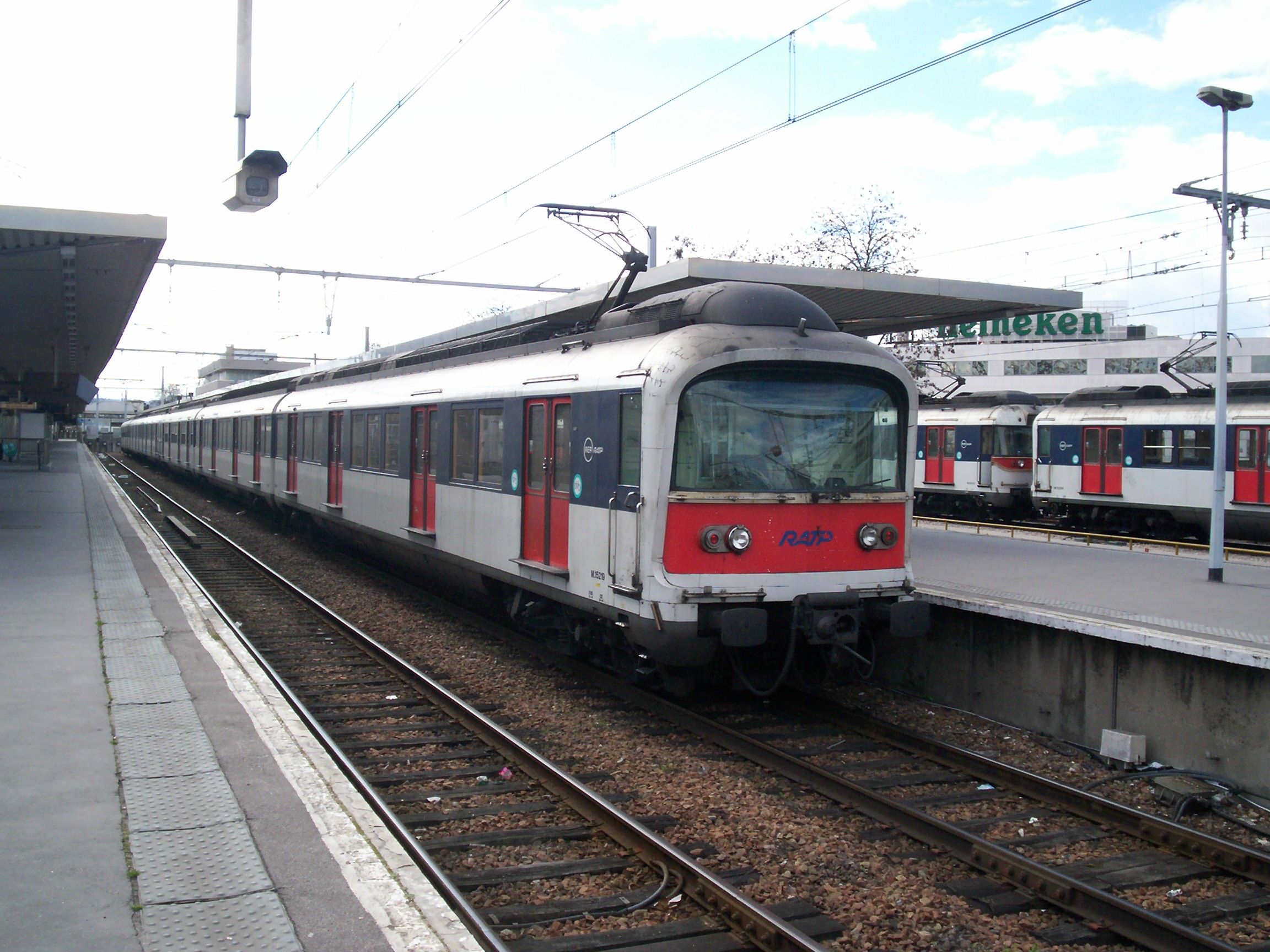
MS 61 der Serie E/Ex im Bahnhof Rueil-Malmaison
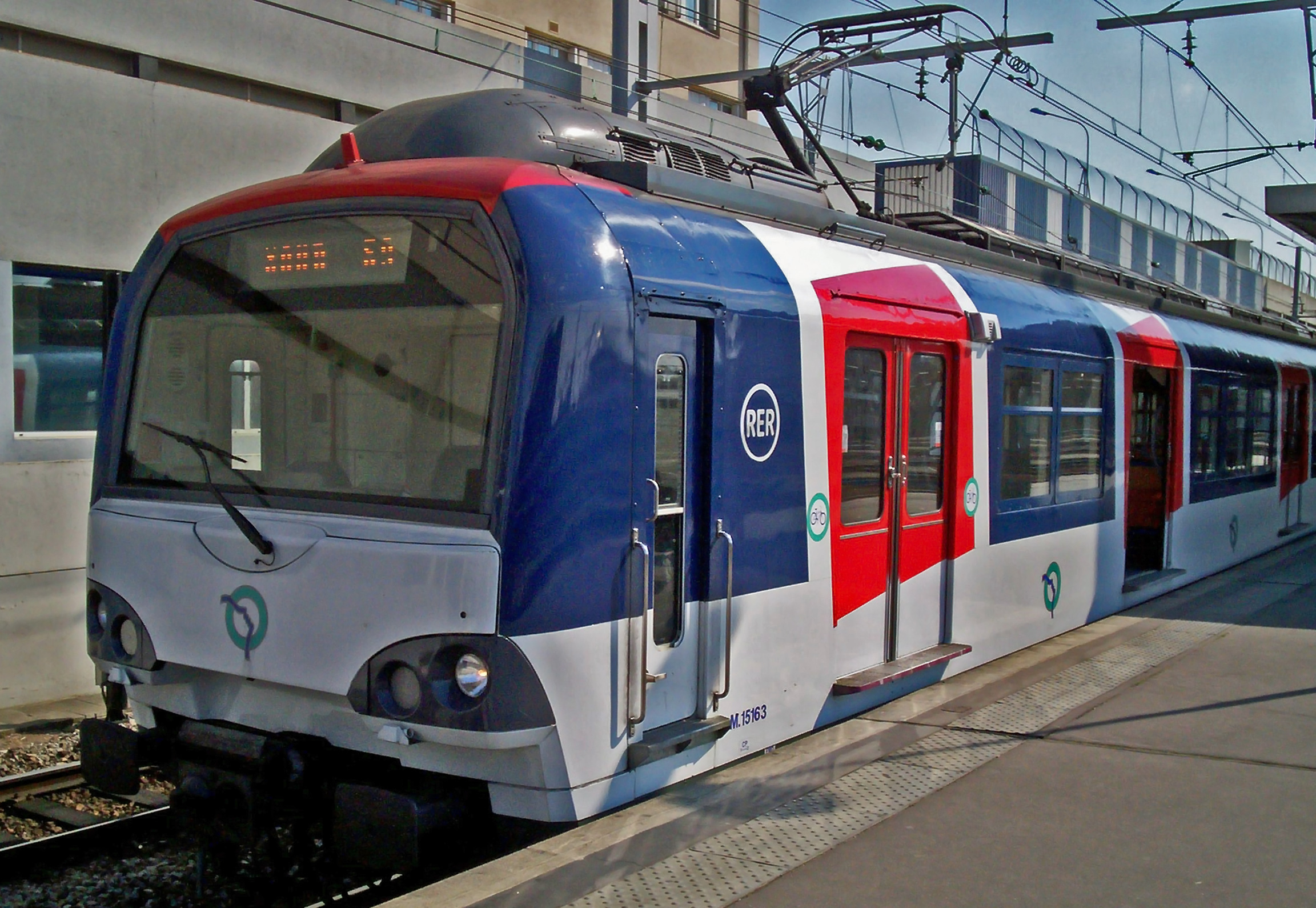
Renovierter MS 61 im Bahnhof Boissy-Saint-Léger

## Modernisierungen

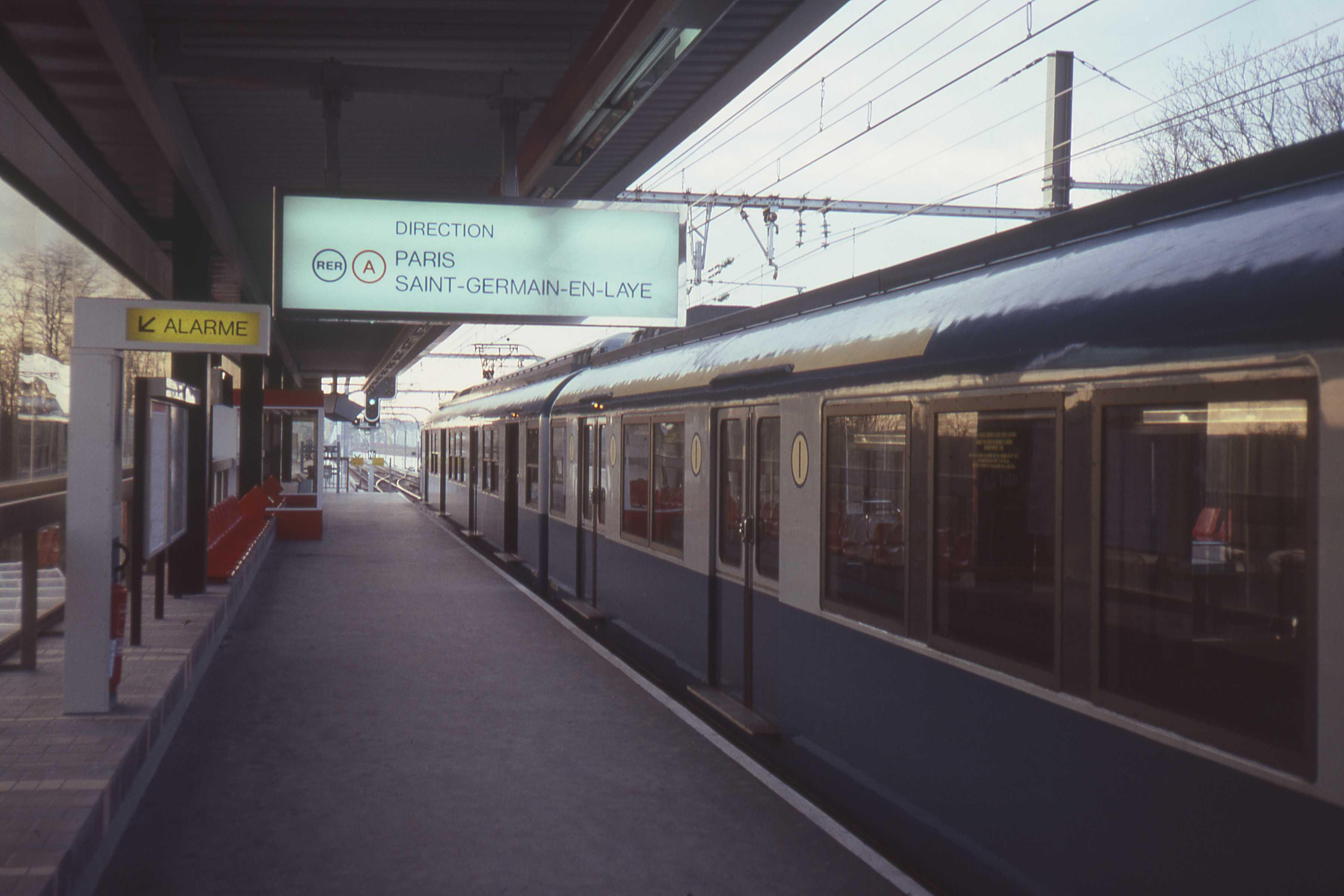
Zug im ursprünglichen Farbschema mit 1.-Klasse-Abteil im Bahnhof Torcy, 1982

Eine erste Modernisierung der MS 61 fand von 1985 bis 1992 statt. Diese war nötig geworden, da die Züge durch ihre intensive Nutzung zahlreiche Störungen aufwiesen. Um die Ausfälle der MS 61 kompensieren zu können, wurden zunächst 9, später bis zu vierundzwanzig MI 79 vom RER B abgezogen und auf dem RER A eingesetzt. Mit der Auslieferung der MI 84 standen dann genug Züge bereit, um die während ihrer Modernisierung fehlenden MS 61 ersetzen zu können; diese konnte also beginnen.
In den 1990er-Jahren erhielten drei Züge (M15067 - AB18048 - M15066, M15053 - AB18046 - M15054 und M15002 - AB18001 - M15007) eine Anti-Graffiti-Lackierung. Diese bestand aus blauen Linien mit roten Rechtecken auf weißem Hintergrund. Seit ihrer Modernisierung tragen diese Züge die seitdem übliche Lackierung.
In den frühen 2000er Jahren begannen Planungen für eine zweite Modernisierung der MS 61. Ursprünglich sollten 91 Züge renoviert werden; die Kosten hierfür wurden mit 72 Millionen Euro angesetzt. 30 Züge sollten im RATP-Werk in Sucy-en-Brie aufgearbeitet werden, 60 weitere in den Ateliers de Construction du Centre in Clermont-Ferrand. Der Zug M15051 - AB18042 - M15094 (Aus der Bauserie A/B) wurde als Prototyp dieser Modernisierung umgebaut. Dieser unterschied sich noch in einigen Punkten von den später serienmäßig modernisierten Zügen: Er erhielt kein Fahrgastinformationssystem, die Sitze wurden nur in einzelnen Wagen verändert (und erhielten eine andere Farbgebung), und Lackierung und Front blieben unverändert.

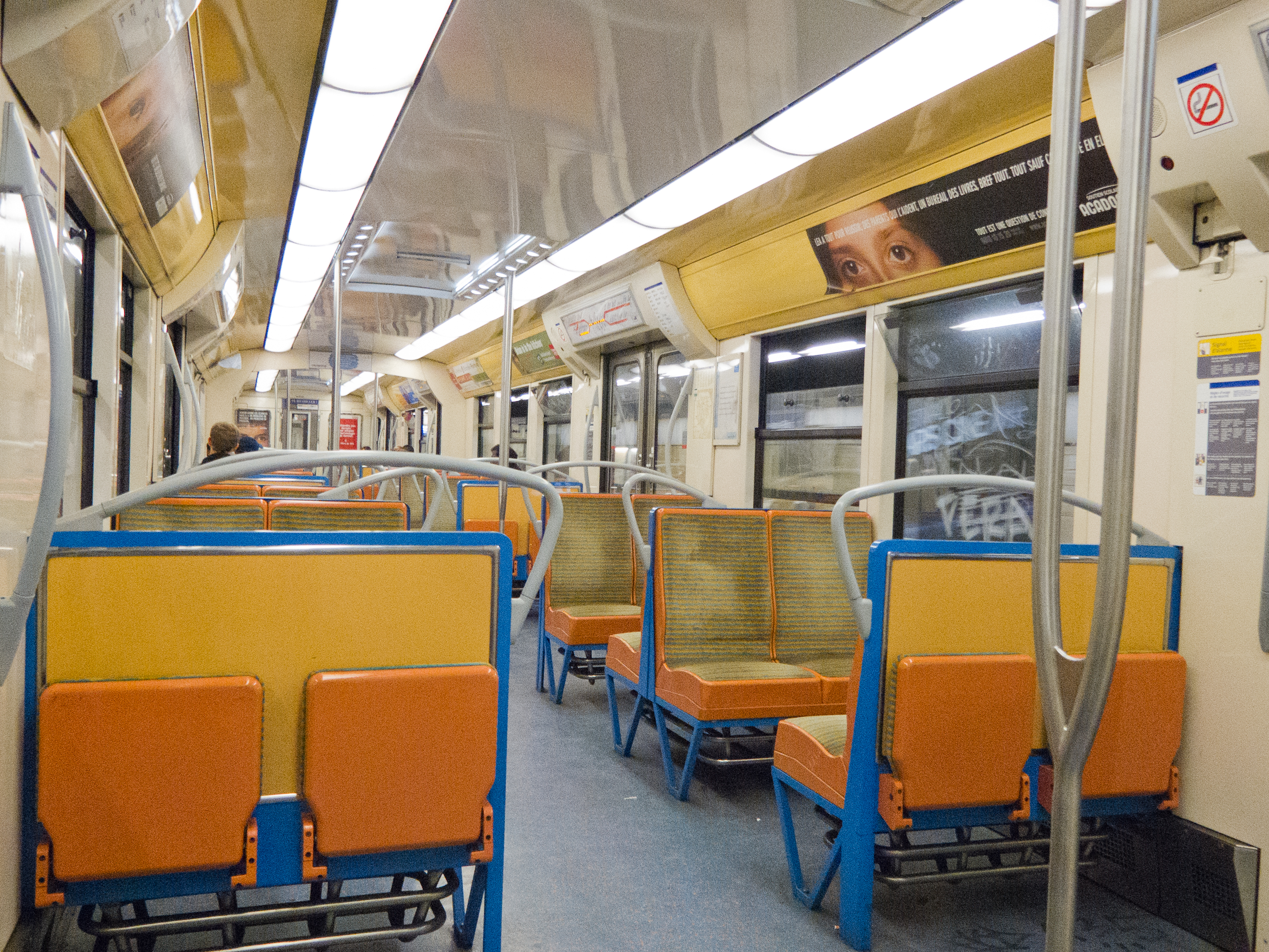
Innenraum eines renovierten MS 61

Der Zug der Nullserie (M15127 - AB18068 - M15109) unterschied sich nur noch in der Lackierung der Front von den später renovierten Zügen; diese wurde später angepasst. Er wurde einige Zeit zur Schulung der Triebfahrzeugführer genutzt, bevor er wieder im Fahrgastbetrieb eingesetzt wurde. Die ersten renovierten Züge wurden ab Mai 2006 wieder eingesetzt.
Im Rahmen der Renovierung erhielten die Züge Fahrgastinformationssysteme in Form von Lautsprecherdurchsagen und Streckenplänen, auf denen durch Leuchtdioden die Position und Route des Zuges angezeigt wurden. Weiterhin wurden zahlreiche Teile erneuert, darunter Sitze, Verkabelungen, Lautsprecher, der Boden und die Beleuchtung. Die Fenster wurden ebenfalls ausgetauscht und die Positionen der zu öffnenden Fenster verändert, um eine bessere Luftzirkulation zu erreichen. Auch der Führerstand wurde modernisiert. Eine Klimaanlage wurde nicht eingebaut, da dies im Hinblick auf die erwartete Restnutzungszeit als zu kostspielig angesehen wurde.
Im Juli 2007 entschied die STIF, zehn weitere MS 61 zu modernisieren, um damit sechs MI 84 zu ersetzen, die in Zukunft auf dem RER B zum Einsatz kommen sollten. Die Kosten für die Renovierung dieser zusätzlichen Züge wurden mit 12,25 Millionen Euro angegeben.

## Einsatz
Die ersten ausgelieferten Züge wurden ab Juni 1967 auf der Ligne de Sceaux eingesetzt, die Paris mit den südlichen Vororten Sceaux und Saint-Rémy-lès-Chevreuse verbindet. Zwei Jahre später wurden die MS 61 erstmals auf der Ligne de Vincennes eingesetzt, die Paris mit Boissy-Saint-Léger im Osten verbindet und deren Endstation in Paris gerade in den neugebauten Bahnhof Nation verlegt worden war. Die letzten Züge auf dem RER B wurden im Februar 1983 abgezogen und dort durch die MI 79 ersetzt.
Die Ligne de Vincennes wurde später Teil der RER-Linie A, auf dem die MS 61 weiterhin eingesetzt wurden, vor allem auf der Verbindung von Boissy-Saint-Léger nach Saint-Germain-en-Laye. Bei Betriebsstörungen kam es auch zu Einsätzen auf den Verbindungen Marne-la-Vallée - Chessy ↔ Rueil-Malmaison und La Défense ↔ Torcy. Die Züge sind in den Werken Sucy-en-Brie und Rueil-Malmaison der RATP beheimatet.
Die MS 61 wurden durch die neue Baureihe MI 09 ersetzt. Am 16. April 2016 war der letzte Einsatztag der Baureihe. Ein Zug (M.15050-AB.18024-M.15015) wird bereits seit 2010 von der RATP in Villeneuve-Saint-Georges museal aufbewahrt. Er war nicht modernisiert worden.